# Диньо Канев
Диньо Канев е български геоморфолог, картограф и университетски преподавател, професор в Софийския университет.

## Биография
Роден е на 5 август 1922 г. в Българене, област Стара Загора. В периода 1936 – 1941 г. учи шивашки занаят в Раднево, Стара Загора и София. Участва във Втората световна война в Първа българска армия, достигайки до Виена. От 1945 до 1947 г. е шивашки работник и завършва гимназия като частен ученик. През 1952 г. завършва Софийския университет, като веднага след това е назначен за асистент по геоморфология в катедра „Обща физическа география“ на Биолого-геолого-географски факултет на Софийския университет, а през 1955 г. става старши асистент. През 1959 г. защитава докторска дисертация на тема „Морфология на Медноридското Черноморско крайбрежие“. От 1964 г. е доцент, а от 1971 г. – професор по геоморфология и картография. Умира на 12 октомври 1997 г. в София.

## Научна дейност
Чете лекции в Софийския университет по Математическа география и картография, Кватернерна геоморфология, Обща геоморфология, Геоморфология на България, Методи на геоморфоложкото картиране и Приложна геоморфология. В периода 1968 – 1971 г. − по Обща геоморфология във Висшия институт по архитектура и строителство, а през 1972 г. – по Геоморфология на България и Балканските страни в Белградския университет.
През 1972 г., по негова инициатива, е създадена катедра по „Геоморфология и картография“ в Геолого-географския факултет на Софийския университет. До 1990 г. е неин ръководител.
Заема длъжностите декан на Факултета за чуждестранни студенти (1971), заместник-ректор (1971 – 1973) и декан на Геолого-географския факултет на Софийския университет (1978 – 1980).
Член е на Българското географско дружество (от 1952 г.) и на Американското географско дружество. Той е член-кореспондент на Международния географски съюз (секция „Морфотектоника“) и член-кореспондент на Шведската академия на науките.
Редактор е на редица сборници и списания – „Годишник на Софийския университет“, книга „География“, „Известия на Българското географско дружество“, „Проблеми на географията“, „География“ и др.

## Отличия и награди
През 1973 г. е удостоен с орден „Кирил и Методий“ III степен, през 1978 г. – орден „Кирил и Методий“ I степен и през 1983 г. – орден „Червено знаме на труда“.

## Научни трудове
Автор е на множество научни трудове, по-значимите от тях са:
- „Морфология на медноридското Черноморско крайбрежие“ (1960);
- „Неотектонски движения в района на град София“ (1962);
- „Математическа география и картография“ (1965, 1971);
- „Геоморфология на Чепинското корито“ (1967);
- „Кватернерна геология“ (1971);
- „Движения на земната кора“ (1975);
- „Обща геоморфология“ (1980, 1983);
- „Към тайните на релефа в България“ (1988);
- „Геоморфология на България“ (1989).[1]